# ایدن دوین
ایدن دوین(انگلیسی: Aidan Devine) یک هنرپیشه است. وی در انگلستان زاده شد و در سن ۱۵ سالگی به همراه خانواده به کشور کانادا مهاجرت نمود. وی در شهر مونترآل در زمینهٔ تئاتر تحصیل نمود.

## قسمتی از فیلمشناسی
- سابقه خشونت
- خبرچین
- در برابر طناب
- از پشت خنجر زدن برای تازه‌کارها
- اکتبر گیل
- بیگانه